# 蒙塔涅法耶勒
蒙塔涅法耶勒（法語：Montagne-Fayel，法語發音：[mɔ̃taɲ fajɛl]）是法国上法蘭西大區索姆省的一个市镇，属于亚眠区。

## 地理
蒙塔涅法耶勒（49°54'52"N, 1°58'51"E）面积6.93 平方千米，位于法国上法蘭西大區索姆省，该省份为法国北部沿海省份，北起加来海峡省和北部省，西接滨海塞纳省和大西洋英吉利海峡，南至瓦兹省，东临埃纳省。
与蒙塔涅法耶勒接壤的市镇（或旧市镇、城区）包括：康昂纳米耶努瓦、莫利安-德勒伊、凯努瓦叙艾赖讷、里安库尔、瓦尔吕。
蒙塔涅法耶勒的时区为UTC+01:00、UTC+02:00（夏令时）。

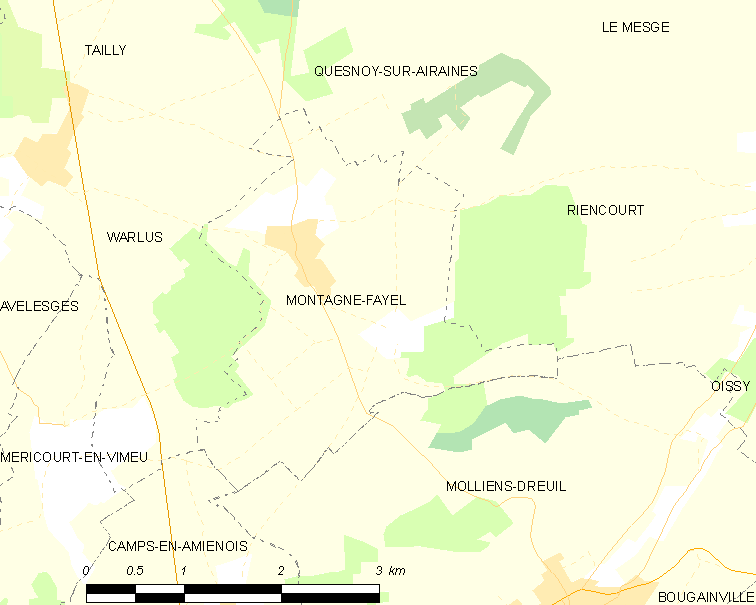
蒙塔涅法耶勒的OSM定位图

## 行政
蒙塔涅法耶勒的邮政编码为80540，INSEE市镇编码为80559。

## 政治
蒙塔涅法耶勒所属的省级选区为索姆河畔阿伊县。

## 人口

1962-2008年间蒙塔涅法耶勒人口变化图示

蒙塔涅法耶勒于2022年1月1日时的人口数量为145人。